# Борки (Заболотский сельсовет)
Борки (бел. Баркі) — упразднённый посёлок в Заболотском сельсовете Буда-Кошелёвского района Гомельской области Белоруссии.
В связи с радиационным загрязнением после Чернобыльской катастрофы жители (12 семей) переселены в чистые места.

## География
В 12 км на северо-восток от районного центра и железнодорожной станции Буда-Кошелёвская (на линии Жлобин — Гомель), 35 км от Гомеля.
На юге граничит с лесом.

## Транспортная сеть
Транспортные связи по просёлочной дороге, затем по шоссе Довск — Гомель.
Планировка состоит из короткой прямолинейной меридиональной улицы, застроенной деревянными домами усадебного типа.

## История
Основан в начале XX века переселенцами с соседних деревень. В 1926 году в Чечерском районе Гомельского округа. В 1931 году жители посёлка вступили в колхоз. В 1959 году входил в состав колхоза «Искра» (центр — деревня Заболотье).

## Население

### Численность
- 2010 год — жителей нет.

### Динамика
- 1926 год — 10 дворов, 51 житель.
- 1959 год — 76 жителей (согласно переписи).
- 1980-е – 1990-е — жители (12 семей) переселены.